# Night Club
Night Club — музыкальная группа из Лос-Анджелеса (США), организованная Марком Бруксом и Эмили Кавано в 2012 году.

## История

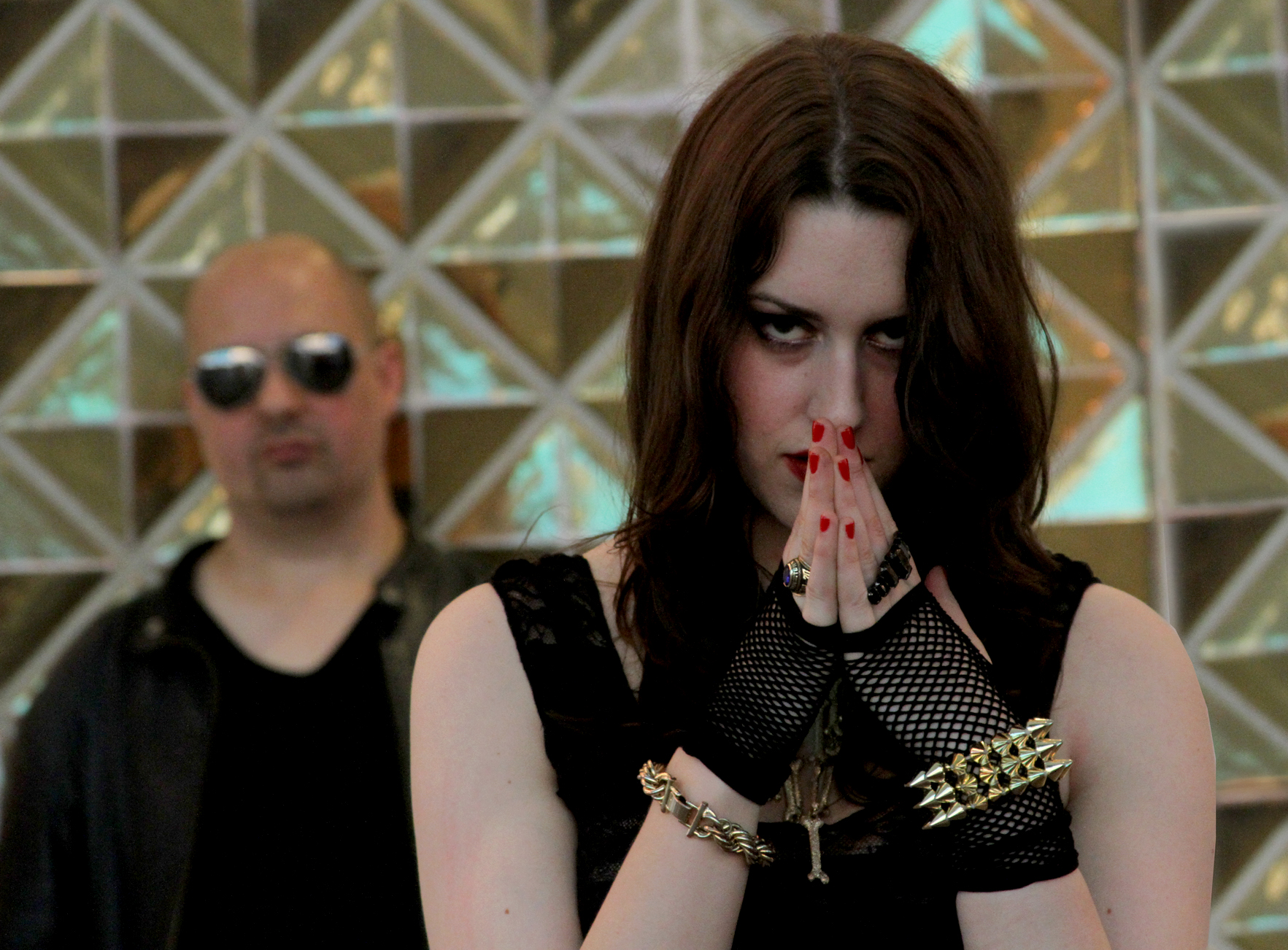
Группа Night Club на концерте в 2012 году

Группа Night Club выпустила свой дебютный EP Lovestruck в июле 2012, в сентябре того же года было выпущено видео на эту запись.
Второй EP Love Casualty был выпущен в июле 2013. Три видеоклипа этого мини-альбома: «Poisonous», «Strobe Light», «Give Yourself Up».
Третий EP Black Leather Heart появился в сентябре 2014. Три видеоклипа этого мини-альбома: «Need You Tonight», «She Wants To Play With Fire», «Not In Love».
В 2013 Night Club выпустили саундтрек к сериалу от Comedy Central «Город лунного луча» с Робом Лоу. Первый сезон шоу вышел в 2014 году, музыка была написана для всех 10 серий. «Город лунного луча» транслировался в 2015. Лейбл Milan Records выпустил официальный саундтрек к сериалу «Город лунного луча» в ноябре 2015.
В 2015 Night Club написали музыку для фильма «Земля дураков» режиссёра Криса Прайноски и написанного Эндрю Уокером. В фильме участвовали Пол Радд, Пэттон Освальт, Кейт Микуччи, Рики Линдхоум, Майк Джадж.
Полноценный альбом Requiem for Romance увидел свет в 2016 году. К альбому были выпущены видеоклипы: «Bad Girl», «Dear Enemy», «Show It 2 Me». Show It 2 Me снят в технике 3d, где зритель может выбирать в какую сторону смотреть. Альбом достиг второй строчки CMJ RPM чарта и выбран лучшим не-метал альбомом издания Metal Injection в 2016.
Второй альбом Scary World был выпущен в 2018 году. «Candy Coated Suicide», «Schizophrenic», «Your Addiction» — видео с этого альбома. Альбом дебютировал на 4 месте в США, на 8 в Великобритании и на 11 в Швеции в электро-чартах iTunes. Издание Electrozombies назвало альбом «Scary World» вторым лучшим альбомом 2018 года. Песня «Scary World» включена в 30 треков 2018 года издания The Electricity Club. MXDWN назвало Night Club «Лучшей новой группой 2018 года».
Третий альбом Die Die Lullaby был выпущен в октябре 2020 года совместно с Дэйвом Огилви. Видео на песню «Miss Negativity» отсылает к фильму «Кэрри». Ещё 2 видеоклипа были выпущены к трекам альбома: «Gossip», «Die in the Disco». Альбом дебютировал на первом месте электро-чарта iTunes в США.
Четвертый альбом группы, названный Masochist, был выпущен 15 марта 2024 года.

## Участники группы
- Эмили Кавано — вокал
- Марк Брукс — гитара, клавишные

## Дискография

### Альбомы
- Requiem for Romance (2016)
- Scary World (2018)
- Die Die Lullaby (2020)
- Masochist (2024)

### Саундтрек
- Moonbeam City Official Soundtrack (2015)

### EP
- Night Club (2012)[13]
- Love Casualty (2013)
- Black Leather Heart (2014)

### Синглы
- Lovestruck (2012)
- Poisonous (2013)
- Need You Tonight (2014)
- Bad Girl (2016)
- Candy Coated Suicide (2018)
- Your Addiction (2018)
- Miss Negativity (2020)
- Gossip (2020)
- Crime Scene (2024)
- Barbwire Kiss (2024)

## Видеоклипы
- «Lovestruck» (2012)[14]
- «Control» (2013)
- «Poisonous» (2013)[15]
- «Strobe Light» (2013)
- «Need You Tonight» (2014)[16]
- «She Wants To Play With Fire» (2014)[17]
- «Not In Love» (2014)[18]
- «Give Yourself Up» (2015)
- «Bad Girl» (2016)
- «Dear Enemy» (2016)
- «Show It 2 Me» (2017)
- «Candy Coated Suicide» (2018)
- «Schizophrenic» (2018)
- «Your Addiction» (2019)
- «Miss Negativity» (2020)
- «Gossip» (2020)
- «Die in the Disco» (2022)
- «Crime Scene» (2024)
- «Barbwire Kiss» (2024)